# 乞伏熾磐
乞伏 熾磐（きつぶく しばん）は、五胡十六国時代の西秦の第3代王。
太初13年（400年）に西秦が一旦滅亡した際、熾磐は南涼に送られ人質となっていたが、弘始4年（402年）に南涼を出奔し父である後秦に亡命していた乾帰の元に身を寄せている。後秦では軍を掌握し割拠勢力の一つとなっていた。
弘始11年（409年）、乾帰が西秦の故地に帰還して秦王を称し、西秦が復興されると、熾磐は立太子された。更始4年（412年）に乾帰が甥である乞伏公府に殺害される事件が発生すると、熾磐は公府を殺害し自ら秦王の地位を継承、河南王を称し永康と改元した。永康3年（414年）には南涼を滅ぼし秦王を称し、その後は北涼との抗争が続くこととなった。
建弘9年（428年）に病死すると文昭王の諡号を、太祖の廟号を贈られ、その子乞伏暮末が王位を継承した。